# Lars Knöppel
Lars Knöppel, skrivs även Persson Knöppel, född 1661 i Filipstad, död 16 januari 1732 i Hektorshyttan, var en svensk bergsman och riksdagsman.
Knöppel var bergsman i Filipstads bergslag och företrädde Karlskogas, Nyeds och Färnebos bergslagar vid riksdagen 1710.
Knöppel var gift med Margareta Olofsdotter Forsell, dotter till Olof Hansson Forsell. 